# Dwutakt

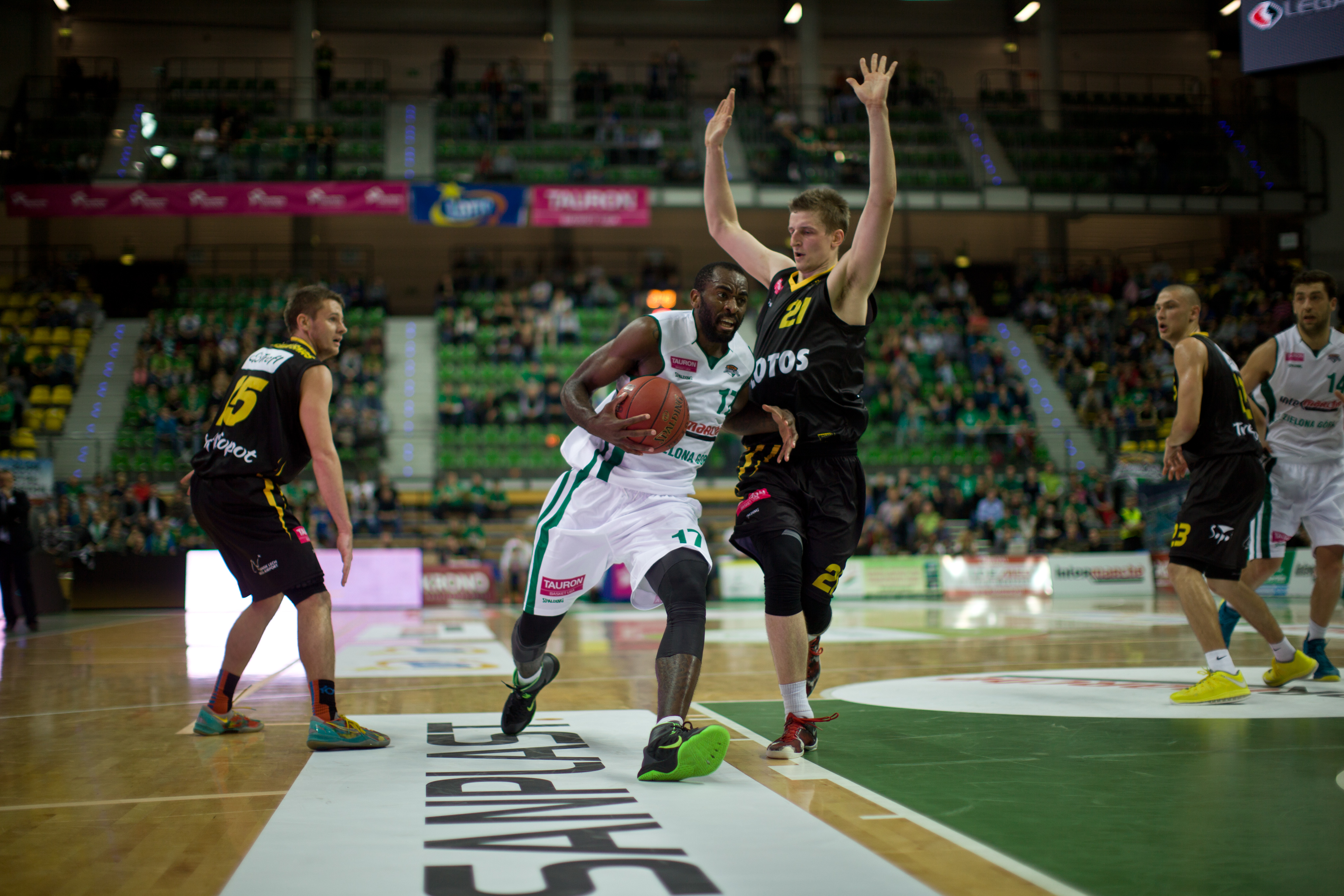
Koszykarz wykonujący dwutakt.

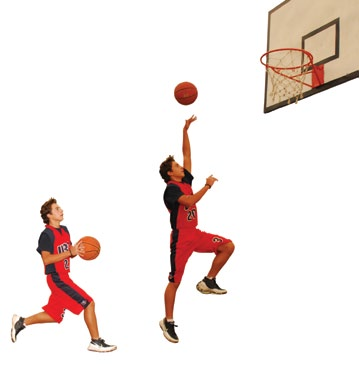
Właściwy sposób wykonania dwutaktu z lewej strony kosza

Dwutakt – sposób wykończenia akcji w koszykówce, której celem jest zdobycie punktów. Polega na zrobieniu dwóch ostatnich kroków przed oddaniem rzutu w specyficzny sposób - w trakcie pierwszego (długiego) łapie się piłkę w ręce, a w trakcie drugiego (o połowę krótszego) już się nie kozłuje. Po drugim kroku następuje wybicie i oddanie rzutu spod kosza.
Prawidłowy dwutakt powinien zaczynać się:
- z prawej strony kosza: od prawej nogi, a wybicie z lewej, rzut oddany prawą ręką.
- z lewej strony kosza: od lewej nogi, a wybicie z prawej, rzut oddany lewą ręką.

Dwutakt jest możliwy do zrobienia po zaprzestaniu kozłowania lub po otrzymaniu podania.